# Guadalajara
Guadalajara (špansko: [ɡwaðalaˈxaɾa] ()) je glavno mesto mehiške zvezne države Jalisco na zahodu Mehike. S približno 1,5 milijona prebivalci (po popisu leta 2010) je za prestolnico Ciudad de México drugo največje mesto v Mehiki, v širšem metropolitanskem območju pa živi 4,7 milijona ljudi (ocena za 2010), s čimer je Guadalajara eno največjih urbanih središč Severne Amerike.
Stoji v sredi bogatega kmetijskega območja in je tradicionalno trgovsko središče, v 20. stoletju pa se je pričela razvijati tudi lahka industrija. Tu so svoja predstavništva odprle številne ameriške korporacije, zato so novejše soseske urejene po zgledu ameriških mest, s širokimi avenijami in hitrimi cestnimi povezavami.
Guadalajara je širše znana predvsem kot kulturno središče, rojstni kraj mehiškega mariačija, tekile, mehiškega rodea in sombrerov. Turiste privablja tudi staro mestno središče iz kolonialnega obdobja s stolnico, guvernerjevo palačo in hospicem Cabañas, slednji je na seznamu Unescove svetovne dediščine. Univerza v Guadalajari je druga najpomembnejša mehiška univerza.

## Zgodovina
Prvo naselje v tej regiji so ustanovili španski zavojevalci leta 1532, a so ga morali zaradi upornih domorodcev večkrat prestaviti. Današnjo Guadalajaro je blagoslovil kralj Karel V. leta 1542, ime je dobila po istoimenskem naselju v Španiji, kjer se je rodil konkvistador Nuño de Guzmán, ki je vodil kampanjo proti domorodcem. Pridobila je sloves kot »najbolj špansko mesto«, zato je hitro rasla in leta 1549 postala sedež škofije.
Tudi skozi 17. in 18. stoletje je mesto ohranilo svoj pomen. V začetku 19. stoletja ga je z uporniki za kratek čas zavzel revolucionar Miguel Hidalgo in razglasil neodvisnost Mehike ter ukinitev suženjstva. Intenzivno je začelo rasti sredi 20. stoletja in do 1970. let postalo drugo največje mesto v državi.